# June Duprez
June Duprez, nata June Ada Rose Duprez (Teddington, 14 maggio 1918 – Londra, 30 ottobre 1984), è stata un'attrice britannica.

## Biografia
Figlia di Fred Duprez, un attore statunitense di vaudeville e dell'australiana Florence Isabelle Matthews, nacque a Teddington durante un raid aereo nella fase finale della prima guerra mondiale.
Iniziò la carriera di attrice in giovane età con una compagnia teatrale, mentre la sua prima esperienza cinematografica fu Gentiluomo dilettante - Il nuovo Robin Hood (1936), seguito nello stesso anno da The Cardinal (1936) e da Il cerchio rosso (1936). Entrambi ebbero un buon successo, ma a lanciare definitivamente June Duprez fu il successivo film, Le quattro piume (1939), seguito da La spia in nero (1939) e Il ladro di Bagdad (1940), di Alexander Korda.
Fu lo stesso Korda a portarla a Hollywood e a fissare per lei cachet di 50.000 dollari a parte. Questo contribuì a precluderle la possibilità di interpretare numerosi ruoli e a impedirle di raggiungere negli Stati Uniti lo stesso successo riscosso in Gran Bretagna.
Tra il 1942 e il 1945 recitò in Little Tokyo, USA (1942), I misteri della jungla (1943), Il ribelle (1944) e Lo strangolatore di Brighton (1945), fino ad arrivare al suo film più noto, Dieci piccoli indiani (1945), la versione del romanzo di Agatha Christie diretta da René Clair, in cui interpretò il ruolo di Vera Claythorne. La sua ultima apparizione fu in One Plus One (1961), ma si era di fatto ritirata dalle scene nel 1948.

## Vita privata
L'attrice si sposò due volte. La prima nel 1935 con un medico, Frederick Beauchamp, ma il matrimonio finì in un divorzio nel 1942. Nel 1948, sposò George Moffett, Jr., un ricco sportivo da cui ebbe due figlie. Anche questa unione finì e la coppia divorziò nel 1965.
June Duprez visse a lungo a Roma, per poi fare ritorno a Londra, dove si stabilì nel prestigioso quartiere di Knightsbridge, frequentando l'alta società. Morì a Londra, dopo una lunga malattia, all'età di 66 anni il 30 ottobre 1984.

## Filmografia

### Cinema
- Gentiluomo dilettante - Il nuovo Robin Hood (The Amateur Gentleman), regia di Thornton Freeland (1936)
- The Cardinal, regia di Sinclair Hill (1936)
- Il cerchio rosso (The Crimson Circle), regia di Reginald Denham (1936)
- Le quattro piume (The Four Feathers), regia di Zoltán Korda (1939)
- La spia in nero (The Spy in Black), regia di Michael Powell (1939)
- I leoni dell'aria (The Lion Has Wings), regia di Adrian Brunel e Brian Desmond Hurst (1939)
- Il ladro di Bagdad (The Thief of Bagdad), regia di Ludwig Berger, Michael Powell e Tim Whelan (1940)
- Impresa eroica (They Raid by Night), regia di Spencer Gordon Bennet (1942)
- Little Tokyo, U.S.A., regia di Otto Brewer (1942)
- Don Winslow of the Coast Guard, regia di Lewis D. Collins e Ray Taylor (1943)
- Per sempre e un giorno ancora (Forever and a Day), regia di Edmund Goulding e Cedric Hardwicke (1943)
- I misteri della jungla (Tiger Fangs), regia di Sam Newfield (1943)
- Il ribelle (None But the Lonely Heart), regia di Clifford Odets (1944)
- Lo strangolatore di Brighton (The Brighton Strangler), regia di Max Nosseck (1945)
- Dieci piccoli indiani (And Then There Were None), regia di René Clair (1945)
- That Brennan Girl, regia di Alfred Santell (1946)
- Calcutta, regia di John Farrow (1947)
- One Plus One, regia di Arch Oboler (1961)

### Televisione
- Robert Montgomery Presents – serie TV, 1 episodio (1951)

## Doppiatrici italiane
- Lydia Simoneschi in: Le quattro piume, Il ladro di Bagdad
- Franca Dominici in: Calcutta
- Vittoria Febbi in: Dieci piccoli indiani (ridoppiaggio)
- Roberta Greganti in: Il ladro di Bagdad (ridoppiaggio)
- Cristiana Lionello in: La spia in nero (ridoppiaggio)